# Sozialdemokratische Partei Islands
Die Sozialdemokratische Partei Islands (isl. Alþýðuflokkurinn, kurz AF) war eine isländische Partei, die 1916 als politischer Arm der Gewerkschaftsbewegung gegründet wurde.
Von dieser Arbeiterpartei spalteten sich im Lauf der Zeit mehrere Gruppierungen ab. 
1999 schloss sich die Partei mit der Volksallianz, dem Volkserwachen und der Frauenallianz zur Allianz (Samfylkingin) zusammen. Die offizielle Gründung der neuen Partei erfolgte am 5. Mai 2000.

## Parteivorsitzende
- 1916 Ottó N. Þorláksson
- 1916–1938 Jón Baldvinsson
- 1938–1952 Stefán Jóhann Stefánsson
- 1952–1954 Hannibal Valdimarsson
- 1954–1958 Haraldur Guðmundsson
- 1958–1968 Emil Jónsson
- 1968–1974 Gylfi Þ. Gíslason
- 1974–1980 Benedikt Sigurðsson Gröndal
- 1980–1984 Kjartan Jóhannsson
- 1984–1996 Jón Baldvin Hannibalsson
- 1996–1998 Sighvatur Björgvinsson
- 1998–2000 Guðmundur Árni Stefánsson

## Premierminister
- 1947–1949 Stefán Jóhann Stefánsson
- 1958–1959 Emil Jónsson
- 1979–1980 Benedikt Sigurðsson Gröndal

## Wahlergebnisse

### Wahlen zum Althing
Angaben bis einschließlich 1942 nach Dieter Nohlen (2010); ab 1946 nach Peter Flora (2000).
| - 1916 (II) 6,8 % - 1919 6,8 % - 1923 16,2 % - 1927 19,0 % - 1931 16,1 % - 1933 19,2 % - 1934 21,7 % - 1937 19,0 % - 1942 (I) 15,4 % - 1942 (II) 14,2 % | - 1946 17,8 % - 1949 16,5 % - 1953 15,6 % - 1956 18,3 % - 1959 (I) 12,5 % - 1959 (II) 15,2 % - 1963 14,2 % - 1967 15,7 % - 1971 10,5 % - 1974 9,1 % | - 1978 22,0 % - 1979 17,4 % - 1983 11,7 % - 1987 15,2 % - 1991 15,5 % - 1995 11,4 % |